# Xã Oshtemo, Michigan
Xã Oshtemo (tiếng Anh: Oshtemo Township) là một xã thuộc quận Kalamazoo, tiểu bang Michigan, Hoa Kỳ. Năm 2010, dân số của xã này là 21.705 người.